# Schnoröm
Schnoröm war eine freistehende Ortslage in der Mitte der bergischen Großstadt Wuppertal nahe dem ehemaligen Bahnhof Wuppertal-Loh. Die Bebauung wurde um 1879 abgetragen, um der Trasse der heute stillgelegten Wuppertaler Nordbahn Platz zu machen und ist heute Bestandteil der dichten innerstädtischen Bebauung Wuppertals.

## Lage und Beschreibung
Die Ortslage befand sich auf einer Höhe von 191 m ü. NHN an der heutigen Rudolfstraße, die 1865 Osterbaumer Straße genannt wurde, im Westen Wohnquartiers Clausen im Stadtbezirk Barmen. Benachbarte Ortslagen sind der Siedlungskern von Clausen, Vor der Hardt, der Siedlungskern von Ostersbaum, Siepken, Schönebeck und der Siedlungskern von Loh.

## Geschichte

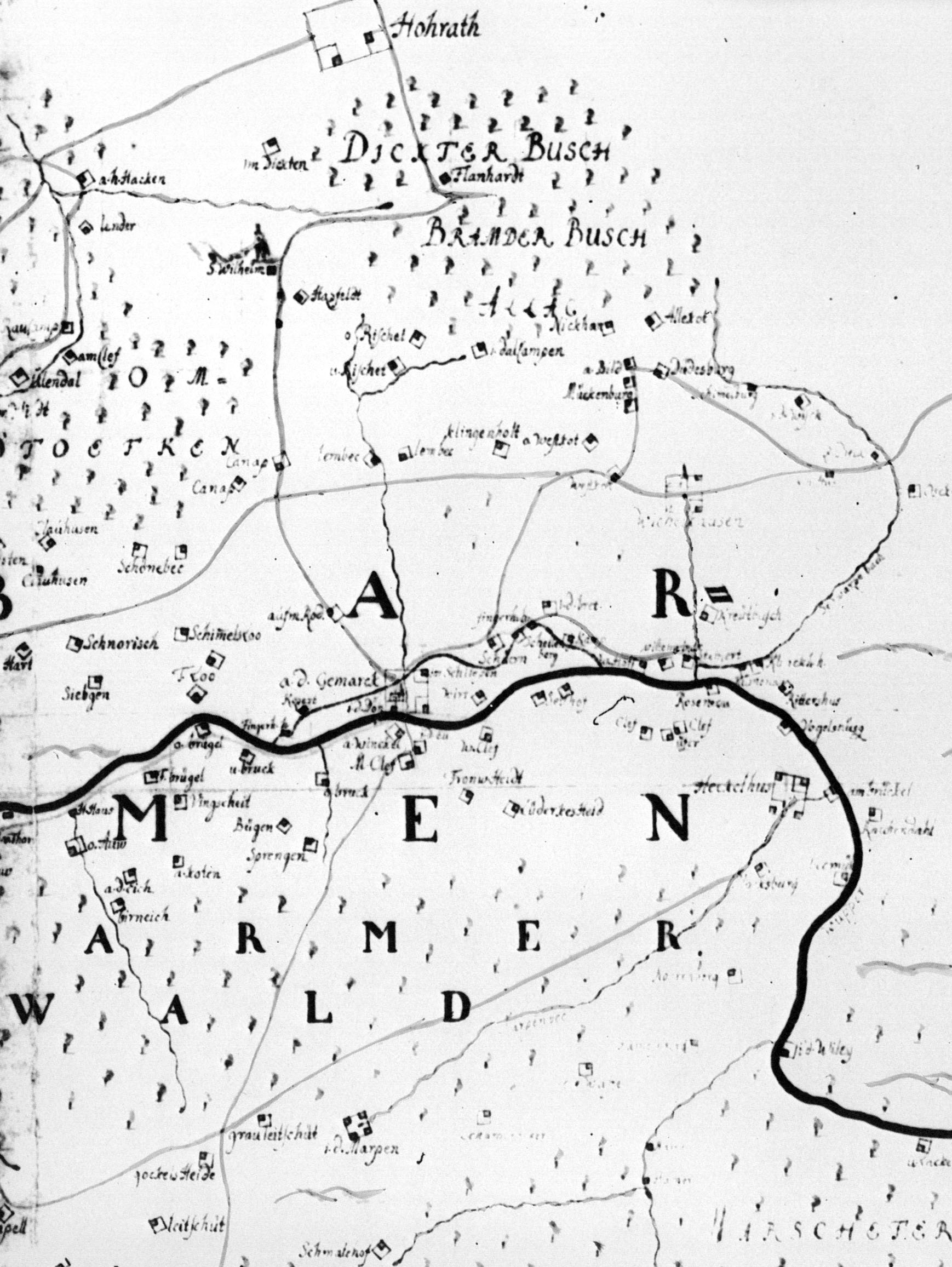
Karte der Hofschaften im Gebiet des heutigen Barmen von Erich Philipp Ploennies (1715)

Die Ortslage ist aus einem Hof hervorgegangen, der als Schnorisch auf der Topographia Ducatus Montani des Erich Philipp Ploennies aus dem Jahre 1715 verzeichnet ist. 1815/16 lebten drei Einwohner im Ort.
1832 gehörte der Ort zur Section l der ländlichen Außenbürgerschaft der Stadt Barmen. Der laut der Statistik und Topographie des Regierungsbezirks Düsseldorf als Einzelhäuser kategorisierte Ort wurde als Schnorum bezeichnet und besaß zu dieser Zeit ein Wohnhaus und ein landwirtschaftliches Gebäude. Zu dieser Zeit lebten 14 Einwohner im Ort, alle evangelischen Glaubens.